# アルカンジェロ・コレッリ

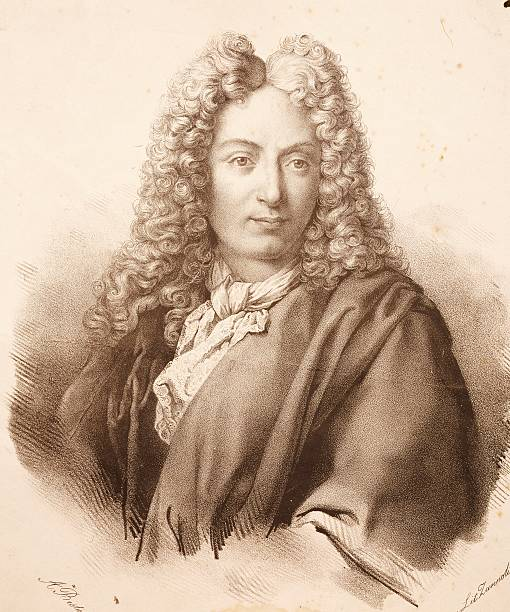
青年時のコレッリの肖像

アルカンジェロ・コレッリ（Arcangelo Corelli, 1653年2月17日 - 1713年1月8日） はイタリアの作曲家、ヴァイオリニスト。姓はコレルリ、コレルリ、コレリとも書かれる。

## 生涯
1653年に生まれたアルカンジェロ・コレッリはアレッサンドロ・スカルラッティより7年、アントニオ・ヴィヴァルディより25年、ジョージ・フレデリック・ヘンデルより32年年長にあたる。合奏協奏曲、トリオソナタ、ヴァイオリンソナタで知られる。コレッリはフジニャーノ（現在のラヴェンナ県内）で生まれた事以外、若い頃のことは知られておらず、13歳でボローニャに出てくる以前のことはあまりわかっていない。コレッリの経歴が明確になるのは、17歳でアカデミア・フィラルモニカの会員となってからのことである。コレッリの家系についてもあまり多くのことは知られていないが、善にもつよく悪にもつよい個性的な血族であったようである。コレッリが生まれる20年前、一族のルドルフは町の暴動の首謀者になったかどで処刑されたが、同じ一族から僧侶、法律家、医学者、詩人などが輩出している。
コレッリが生まれる数週間前に同名の父が亡くなっていたため、コレッリは母の実家で兄弟とともに育てられた。幼少時はファエンツアの教会で教育を受けたと見られている。その後ウーゴに渡り、1666年に当時イタリアの器楽音楽発展の最大の拠点であったボローニャに出て、ここでベンヴェヌーティにバイオリン奏法を学び、さらにブルノーニについて音楽家として大成した。彼のヴァイオリンの師はジョヴァンニ・バッティスタ・バッサーニという人物であったとされるが、これも伝聞情報の域を出るものではなく、いかなる教育で彼が育ったのかも不明である。有名な教皇の礼拝堂付き歌手であったマッテオ・シモネッリが彼に作曲を教えた。
コレッリの初期の作品では、みずからフジニャーノ生まれでボローニャの人と呼ばれるアルカンジェロ・コレッリと名乗っているが、彼が確実にボローニャに滞在したのは1666年（13歳）から1670年（17歳）までの4年間のようである。コレッリ最初の大きな成功は19歳のときにパリで得たもので、これによって彼はヨーロッパでの評判を得た。22歳の歳、1675年に、彼はローマに出てサン・ルイジ・デイ・フランチェージ教会でバイオリン奏者の地位についた。1679年、26歳の時に、彼はローマのカプラニカ劇場で友人のパスクィーニの歌劇＜義務と愛と慈悲＞のオーケストラを指揮した。フランスのラゲネは、この時「私はローマでコレッリ、パスクィーニ、ガエターニの3人が同じオペラで共演するのを聞いたが、この人たちはそれぞれバイオリン、チェンバロ、テオルボにかけては世界の第一人者である。その上、この人たちは1ヶ月か1ヵ月半の間に300から400ピストーラも稼ぐ」と、最大限の賛辞で感想を記した。
その後、コレッリはパリからドイツへ移った。1681年には彼はバイエルン選帝侯のもとで勤めていた。この前後1680年から1685年の間、彼は多くの時間を友人のクリスティアーノ・ファリネッリ宅で過ごしていた。この時期が最も脂がのり、1681年の作品1「トリオ・ソナタ集」を皮切りに作品番号を記した代表作を世に放ち、器楽曲の作曲家としての名声を高めていった。1685年にはコレッリはローマにおり、そこでスウェーデン女王クリスティーナのための祭典での音楽公演を指揮し、またピエトロ・オットボーニ枢機卿（後のローマ教皇アレクサンデル8世）の寵臣であった。1689年から1690年にかけてはモデナに滞在し、モデナ公はコレッリを気前よく遇した。1700年にローマで作品5「ヴァイオリン・ソナタ集」を出版する。この作品集はヨーロッパ中の宮廷で評判となり、幾たびも再版や再出版が重ねられるベスト・セラーとなった。1708年に彼はローマに戻り音楽活動からの引退を宣言し、以後オットボーニ枢機卿の邸宅で暮らした。同年には、国王の招きでナポリを訪れている。
1713年にコレッリが59歳で亡くなったとき、彼は12万マルクもの大金のほかにブリューゲルやプーサンなど貴重な絵画のコレクション（136枚）とチェンバロ１、バイオリン２、チェロ１、コントラバス１を有していたが、これが彼の享受した唯一の贅沢であった。彼は自分の後援者と召使、友人に遺産を譲ったが、友人は気前よくもその財産をコレッリの親類に返還した。コレッリはローマのパンテオンに埋葬された。

## 影響
コレッリによって生み出され、その弟子たち（フランチェスコ・ジェミニアーニ、ピエトロ・ロカテッリほか多数）によって守られてきた演奏形式はヴァイオリン演奏の発展の中心となる重要性をもっていたが、コレッリは自身の楽器演奏能力のうち、ほんの限定された一部しか用いなかった。このことは彼の著作からも見て取れる。作品6-1の第三楽章のような急楽章の中でも、ヴァイオリンのパートは第四ポジションの最高音である最高音弦のホ（E）音より上に行くことがないのである。一説によると、コレッリはヘンデルのオラトリオ「時と悟りの勝利」の序曲におけるアルティッシモのイ（A）音にまで及ぶ楽節を演奏することを拒み、作曲者がその音を演奏したときに「技術を誇示するためだけにこんな音を弾かせるとは」と痛烈な批判を浴びせたという。しかしながら、コレッリの器楽の作曲は室内楽の歴史に一新紀元を画し、ジュゼッペ・トレッリ、トマゾ・アルビノーニ、アントニオ・ヴィヴァルディはそれぞれコレッリのスタイルのトリオ・ソナタ集を処女作品集として出版しており、コレッリの作品5（1700年）に次いでヨーロッパのベストセラーとなったヴィヴァルディの作品３『調和の霊感』（1711年）もコレッリの作曲スタイルを受け継いでいる。彼の影響力は自分の国の中に留まらず、ヨハン・ゼバスティアン・バッハはコレッリの作品を研究し、コレッリの作品3（1689年）の主題に基づきオルガンのためのフーガBWV.579を作曲した。またコレッリは、ジョージ・フレデリック・ヘンデルに最も影響を与えた人物でもある。ローマの音楽界は多くをコレッリに負っている。彼は貴族社会の最上位に受け入れられ、長期にわたってオットボーニ枢機卿の邸宅で行われる高名な月曜演奏会を主催していた。
存命時に名声を誇っていたヴィヴァルディは、オーストリア継承戦争の最中のウィーンで死去したせいもあり、死後急速に忘れられたが、コレッリはパトロンの庇護もあり、そうではなかった。作品番号の記された作品はヴァイオリンの教育の現場で使われ続け、新古典主義時代にはヴィヴァルディよりも遥かに名声が保たれていた。彼の痕跡はセルゲイ・ラフマニノフの「コレッリの主題による変奏曲」、八村義夫の「ラ・フォリア」にも表れている。

## 作風
コレッリの作品は、旋律の美しい流れと伴奏パートの丁寧な扱いが特徴的であり、それゆえコレッリが古風な対位法の厳格な規則から自由であったといわれるのももっともなことである。また、死後出版の作品集の中にあるトランペット・ソナタが彼の唯一の管楽器のための作品で、そのほかの曲はすべて弦楽器と通奏低音のためのものである。コレッリの様式はすでに旋法のための厳格対位法ではなく「調性のための対位法」のいくつかの特質が表れている。
48曲のトリオ・ソナタと、ヴァイオリンと通奏低音のための12曲のソナタならびに12の合奏協奏曲が名高く、出版された作品のうち、作品1から作品6までがすべて器楽曲である。中でも最も有名なのは、《ヴァイオリンとヴィオローネ、またはチェンバロのためのソナタ》作品5（ローマ、1700年）である。西洋では、コレッリの合奏協奏曲がしばしば人気であり、たとえば《クリスマス協奏曲》作品6-8の一部が映画「マスター・アンド・コマンダー」のサウンドトラックとして利用されている。また、小説『コレリ大尉のマンドリン』にもしばしばコレッリのことが話題にされている。
コレッリの全作品はCDでも12枚程度と極めて少なく、多くの作品を破棄したと考えられているが、事の真相は不明のままである。最有力説は「パトロンが作品の推敲を許し、納得がいくまで書き直しできる環境を与えた」とされているが、彼の書式の密度の高さを考えるとありえない話ではない。

## 作品一覧

### 生前発表作
- トリオ・ソナタ（教会ソナタ）作品1（全12曲、出版:ローマ、1681年）
- トリオ・ソナタ（室内ソナタ）作品2（全12曲、出版:ローマ、1685年）
- トリオ・ソナタ（教会ソナタ）作品3（全12曲、出版:ローマ、1689年）
- トリオ・ソナタ（室内ソナタ）作品4（全12曲、出版:ローマ、1694年）
- ヴァイオリン・ソナタ 作品5（全12曲、ニ短調の『ラ・フォリア』を含む。出版:ローマ、1700年）
- 合奏協奏曲集 作品6（全12曲、ト短調の第8番は『クリスマス協奏曲』として有名、1712年に献呈ただし出版は没後の1714年、ローマ）

### 作品番号のない作品
- WoO 1: Sinfonia zu Giovanni Lorenzo Luliers Oratorium Santa Beatrice d’Este (1689)
- WoO 2–3: 2 Sonate a quattro (enthalten in: Six Sonates à 4, 5, & 6 parties …, Amsterdam um 1699)
- WoO 4: Sonata a quattro für Trompete, 2 Violinen und Basso continuo
- WoO 5–10: 6 Sonate a tre op. post. (Amsterdam um 1714)
  - 再発見作も極めて希少で、多くの作品が生前に本人の手で破棄されたと考えられている。